# György Thurzó
György Thurzó (slovaque : Juraj Turzo), né le 2 septembre 1567 au château de Lietava (actuellement en Slovaquie) et mort le 24 décembre 1616 à Bytča (actuellement en Slovaquie), est un militaire hongrois de la maison Thurzó. 
Puissant magnat hongrois, il a été palatin de Hongrie entre 1609 et 1616.